# Пшизов, Пшимаф Гиссович
Пшимаф Гисович Пшизов (15.02.1915, Егерухай — 26.05.1996, пос. Дружба) Директор совхоза «Чехрак» Кошехабльского района Адыгейской автономной области (ныне — Республики Адыгея). Участник Советско-финляндской и Великой Отечественной войн. Герой Социалистического Труда (1966).

## Биография
Родился 15 февраля 1915 года в ауле Егерухай Кошехабльского района Кубанской области.

### Ранние годы
В 1936 году закончил сельскохозяйственный техникум в Краснодаре и получил специальность агронома-полевода. Затем два года работал участковым агрономом Адыгейской машино-тракторной станции, заведующим межрайонной контрольно-семенной лабораторией в Кошехабле.

### Служба в РККА
В 1938 году призван в Красную армию. После окончания годичных курсов присвоили звание младшего лейтенанта и назначили командиром взвода инженерных войск. Участвовал в боях Советско-финской войны в 1939—1940 годов.
В 1941 году П. Г. Пшизов вступил в ряды ВКП(б).
В боях участвовал: с 06.1941 года по 07.1942 года - командир взвода управления 246 инженерно-сапёрного батальона 33 армии Западного фронта;
с 07.1942 года по 10.1942 года - адъютант начальника инженерных войск штаба 33-й армии Западного фронта;
с 10.1942 года по 05.1943 года - начальник артиллерийско-технического снабжения 347 армейского инженерно-сапёрного батальона 33-й армии Донского фронта;
с 05.1943 года по 05.1945 года - начальник артиллерийско-технического снабжения 34-го инженерно-сапёрного батальона 57-й отдельной инженерно-сапёрной бригады Брянского, 1,2,3 Белорусского фронтов.
Ранен 28 августа 1943 года в бою за город Брянск под деревней Жеолотоволье.
С первого дня до победного конца Великой Отечественной войны находился на передовой линии фронта, оборонял Москву, освобождал Наро-Фоминск, участвовал в окружении и разгроме армии Паулюса под Сталинградом, в боях за освобождение Вязьмы, Бобруйска, Гомеля и взятия Кёнигсберга.
Из боевой характеристики на начальника артиллерийско-технического снабжения 34-го отдельного инженерно-сапёрного батальона 57-й инженерно-сапёрной бригады:

«Капитан Пшизов П.Г., находясь на должности начальника: артиллерийско-технического снабжения батальона с обязанностями справляется хорошо. В самых сложных условиях боя постоянно обеспечивал всем необходимым личный состав батальона. Хорошо знает инженерно-сапёрное дело и имеет хорошую техническую подготовку, быстро оценивает сложную обстановку и правильно принимает решения.
В боевых операциях показал себя смелым, отважным и мужественным офицером. Личным примером отваги увлекал подчинённых на быстрейшее выполнение боевых задач, много работает над повышением своего боевого и полического уровня и постоянно занимается воспитательной работой с подчинёнными, с которыми всегда тактичен, но требователен и справедлив. Проявляет заботу о людях и быте солдат и сержантов. Физически здоров. В походах и боях вынослив.
Морально устойчив, идеологически выдержан. Делу Ленина - Сталина предан.
Командир батальона капитан Коротков, 31.05.1945 г.»— Боевая характеристика

### После Армии
В 1946 году, демобилизовался из армии. Работал заведующим районного земельного отдела (РАЙЗО), а затем председателем Шовгеновского райисполкома.
В 1948—1950 годах — слушатель краевой двухгодичной партийной школы в городе Геленджике. После окончания партшколы направлен начальником управления сельского хозяйства и заместителем председателя Теучежского райисполкома.
С 1953 года - директор совхоза «Чехрак» Кошехабльского района. Здесь он зарекомендовал себя способным хозяйственником, умелым организатором.
Больших успехов добился коллектив совхоза за годы седьмой пятилетки. Ведущей культурой в совхозе является южная конопля, которая занимает 600 гектаров. Средняя урожайность стебля этой культуры в 1961—1965 годах составила 65 центнеров, а семян — 3,65 центнера.
Резко возросло производство животноводческой продукции. За пять лет валовой надой молока увеличился в четыре раза и выход его на сто гектаров сельхозугодий достиг 600 центнеров, мяса более 90 центнеров. Совхоз намного перевыполнил пятилетнее задание по продаже государству стебля и семян конопли, зерна, мяса, молока.
Указом Президиума Верховного Совета СССР от 30 апреля 1965 года за выдающиеся успехи в выполнении заданий седьмой пятилетки, большой вклад в повышение эффективности производства и качества продукции директору совхоза Пшимафу Гиссовичу Пшизову  присвоено звание Героя Социалистического Труда с вручением ордена Ленина и золотой медали «Серп и Молот».
Стабильными экономическими показателями завершил коллектив совхоза и восьмую пятилетку. Хозяйство стало высокорентабельным. В 1971 году П. Г. Пшизов удостоен ордена Октябрьской Революции. Он награждён юбилейной медалью «За доблестный труд. В ознаменование 100-летия со дня рождения В. И. Ленина».
Замечательными успехами ознаменованы годы девятой и десятой пятилеток. Совхоз являлся одним из ведущих хозяйств района и области по производству и продаже государству продуктов земледелия и животноводства.
За успехи, достигнутые во Всероссийском социалистическом соревновании и проявленную трудовую доблесть в выполнении принятых социалистических обязательств по увеличению производства и продажи зерна и других продуктов земледелия в 1973 году П. Г. Пшизов награждён вторым орденом Ленина. Избирался членом Адыгейского обкома КПСС, депутатом районного Совета народных депутатов.
Умер 26 мая 1996 года в пос. Дружба Адыгея.

## Награды
- Медаль «Серп и Молот» (30.4.1966);
- Орден Ленина (30.4.1966)
- Орден Ленина
- Орден Октябрьской Революции
- Орден Отечественной войны I степени[1][2]
- Орден Отечественной войны II степени
- Орден Красной Звезды[3]
- Медаль «За боевые заслуги»(31.10.1943)[4]
- Медаль «За оборону Москвы»[5]
- Медаль «За оборону Сталинграда»
- Медаль «В ознаменование 100-летия со дня рождения Владимира Ильича Ленина» (6 апреля 1970)
- Медаль «За победу над Германией в Великой Отечественной войне 1941—1945 гг.» (9 мая 1945[6])
- Медаль «За взятие Кёнигсберга»[7]
- Юбилейная медаль «Двадцать лет Победы в Великой Отечественной войне 1941—1945 гг.» (7 мая 1965[8])
- Юбилейная медаль «Тридцать лет Победы в Великой Отечественной войне 1941—1945 гг.»[9]
- Знак «25 лет победы в Великой Отечественной войне»

## Память
- Мемориальной доска Пшимафу Гисовичу Пшизову установлена на школе № 6.
- Имя Героя присвоено одной из лучших школ Кошехабльского района — Чехракской средней школе № 6[10].
- На кладбище установлен надгробный памятник.